# 吴满有
吴满有（1893年—1959年），陕西横山人，陕甘宁边区劳动英雄，中共政权树立的大生产运动的典型。1948年被俘，发表投降於國民政府的声明而「身败名裂」。

## 生平
1928年因逃避灾荒，移居延安柳林吴家枣园。1934年「土地改革」后分得一座荒山。因善于经营、吃苦耐劳而致富。1941年在缴纳公粮后还有一半盈余，并购买了不少公债，引起注意。
1942年4月30日，延安《解放日报》刊登了人物通讯《模范农村劳动英雄吴满有》（作者莫艾），得到朱德的称赞。他被命名为全边区的“劳动英雄”。1943年1月11日，《解放日报》发表社论《开展吴满有运动》（作者为李锐，李因此第一次见到毛泽东），号召全体边区农民开展“吴满有运动”，“向吴满有看齐”，大力开荒生产，提出了“吴满有方向”。因为当时吴“雇有两个长工和一个拦羊娃，农忙时还雇短工”，已经属于富裕农民。这篇社论曾经受到质疑，指“吴满有方向”是富农方向。但受到高层肯定，吴也被视为值得提倡的当时“先富起来”的农民（新富农）的代表。农业上的“吴满有方向”与工业上的“开展赵占魁运动”一起成为“延安精神”的象征。
1943年春节后，《解放日报》又发表吴满有给毛泽东的一封信，提出要为毛泽东代耕（当时边区政府所有人都有耕地或者织布任务），因此成为毛泽东的座上客。同年2月24日后（一说同年8月边区庆祝军民大生产胜利庆功大会上），又应战安塞县劳动英雄杨朝臣，展开劳动竞赛。此事引起中央高层和边区政府高度重视。朱德电令全边区部队积极响应竞赛倡议。林伯渠、李鼎铭联名发出指示，要求开展生产大竞赛。吴满有因此在边区成为妇孺皆知的人物，担任过边区参议员、延安南枣园乡乡长等职务。
1946年春节后，毛岸英从苏联回国后，毛泽东特意指定吴满有担任毛岸英的农业大学老师，让后者跟随吴学习种地。
1947年青化砭战役后的祝捷大会上，吴满有自愿加入解放军后勤部门，任王震任司令员的二纵民运部副部长。1948年5月8日在西府陇东战役中被俘，是俘虏中级别最高的中共干部，被押解到南京。同年7月20日他在中央社和电台广播中发表了投降國民政府的声明。1949年，吴满有返回延安。同年10月，被开除党籍。几个月后，举家迁回老家横山。1959年因病去世。
2006年吴的侄子吴凌云筹资修复了毛岸英拜师学农时居住的旧居。

## 相关的文艺作品
- 艾青长诗《吴满有》
- 解放区第一部故事影片《边区劳动英雄——吴满有》
- 石鲁版画《群英会》

## 相关词条
- 陕甘宁边区
- 毛泽东
- 毛岸英